# Sun Peiyuan
Det här är en artikel om en person med kinesiskt personnamn; Sun är familjenamnet.
Sun Peiyuan (kinesiska: 孙培原; pinyin: Sūnpéiyuán), född 8 augusti 1989, är en kinesisk wushuutövare.

## Karriär
Vid VM 2011 i Ankara tog Sun guld i daoshu. Vid asiatiska spelen 2014 i Incheon tog han guld i den kombinerade grenen daoshu och gunshu. Vid VM 2015 i Jakarta tog Sun guld i changquan. Vid asiatiska spelen 2018 i Jakarta tog han återigen guld i changquan.
Vid asiatiska spelen 2022 i Hangzhou försvarade Sun sitt guld i changquan.